# Isosaari (ö i Finland, Lappland, Rovaniemi, lat 66,48, long 26,62)
Isosaari är en ö i Finland. Den ligger i sjön Vanttausjärvi och i kommunen Rovaniemi i den ekonomiska regionen  Rovaniemi ekonomiska region  och landskapet Lappland, i den norra delen av landet, 700 km norr om huvudstaden Helsingfors. Öns area är 13 hektar och dess största längd är 410 meter i sydöst-nordvästlig riktning.